# Zakros
Zakros (in greco Ζάκρος?) è un sito sulla costa orientale dell'isola di Creta (attuale Grecia) che dimostra rovine appartenenti alla civiltà minoica. Il sito è spesso noto agli archeologi come Zakro o Kato Zakro. Si crede che esso fosse stato uno dei quattro principali centri amministrativi dei minoici; ed il suo porto, protetto ed in posizione strategica, ne fece un importante centro per il commercio verso l'Oriente.

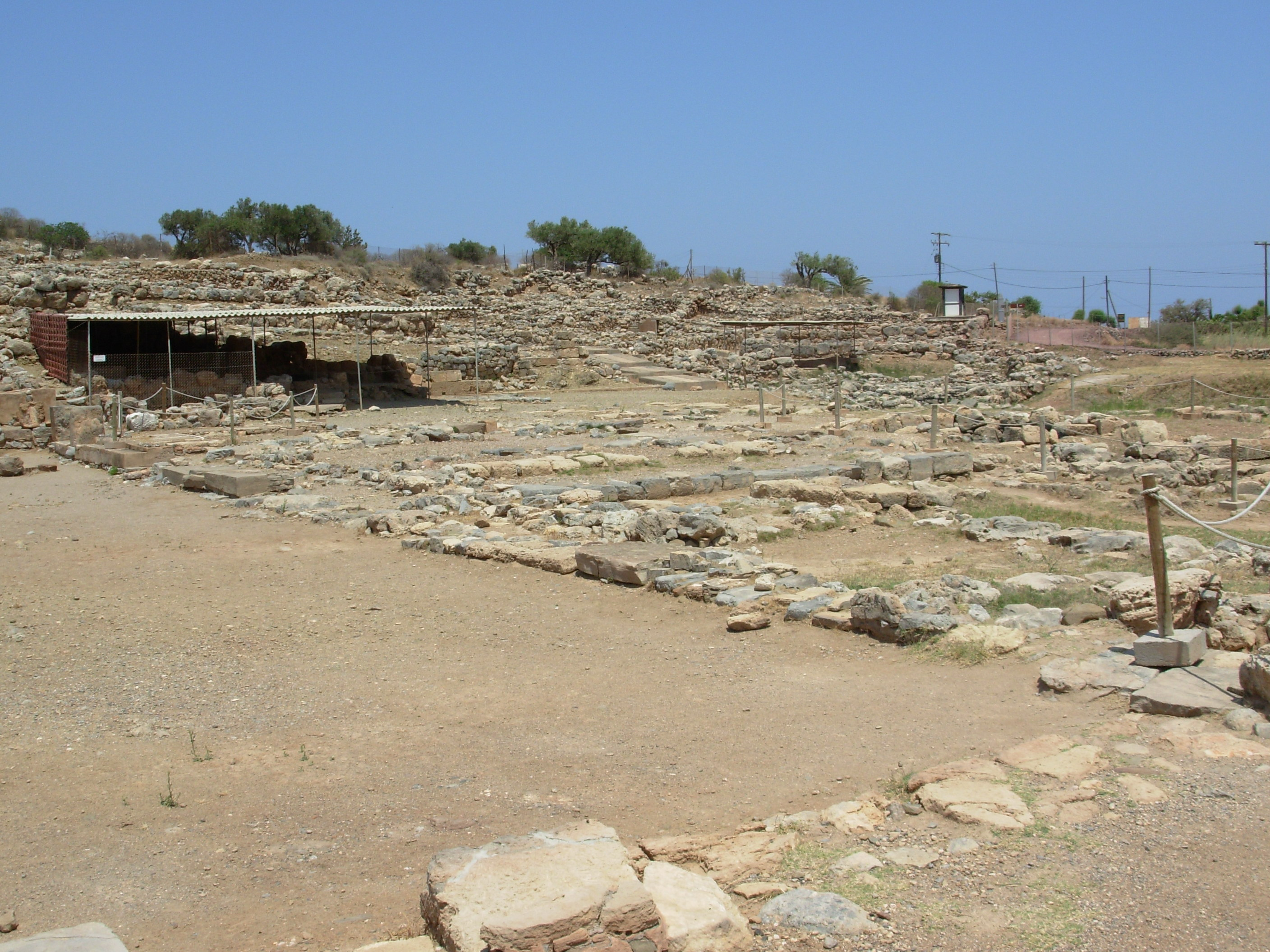

La città era dominata dal Palazzo di Zakro, originariamente costruito intorno al 1900 a.C., ricostruito verso il 1600 a.C., e distrutto nel 1450 a.C. circa, insieme agli altri maggiori centri della civiltà minoica. Le estese rovine del palazzo sono una popolare meta turistica.

## Geografia
Zakros viene talvolta divisa in Pano Zakros (Zakros superiore), la porzione più alta sul pendio collinare, Kato Zakros (Zakros inferiore), la parte più vicina al mare. Un calanco noto come "burrone della morte" corre attraverso le due zone dell'antico sito, così chiamato per le numerose sepolture trovate nelle grotte lungo le sue pareti.
Pano Zakros è 38 km da Sitia. La strada passa attraverso Paleocastro dove svolta indietro verso sud. Un villaggio relativamente grande, Zakros include nella sua comunità i seguenti villaggi minori: Kato Zakros, Adravasti, Azokeramos, Kellaria, Klisidi e i piccoli casolari di Ayios Georgios, Sfaka, Kanava e Skalia. La strada asfaltata finisce a Kato Zakros.

## Archeologia
Zakro venne per prima scavata da D.G. Hogarth della Scuola Britannica Archeologica ad Atene e 12 case furono portate alla luce prima che il sito venisse abbandonato. Nel 1961, Nikolaos Platon riprese gli scavi scoprendo così il Palazzo di Zakro. Questo sito ha fruttato molte tavolette d'argilla con iscrizioni in Lineare A. Un antico labirinto è stato scoperto in questo sito simile a quelli di Cnosso e Festo.